# Carl von Gontard

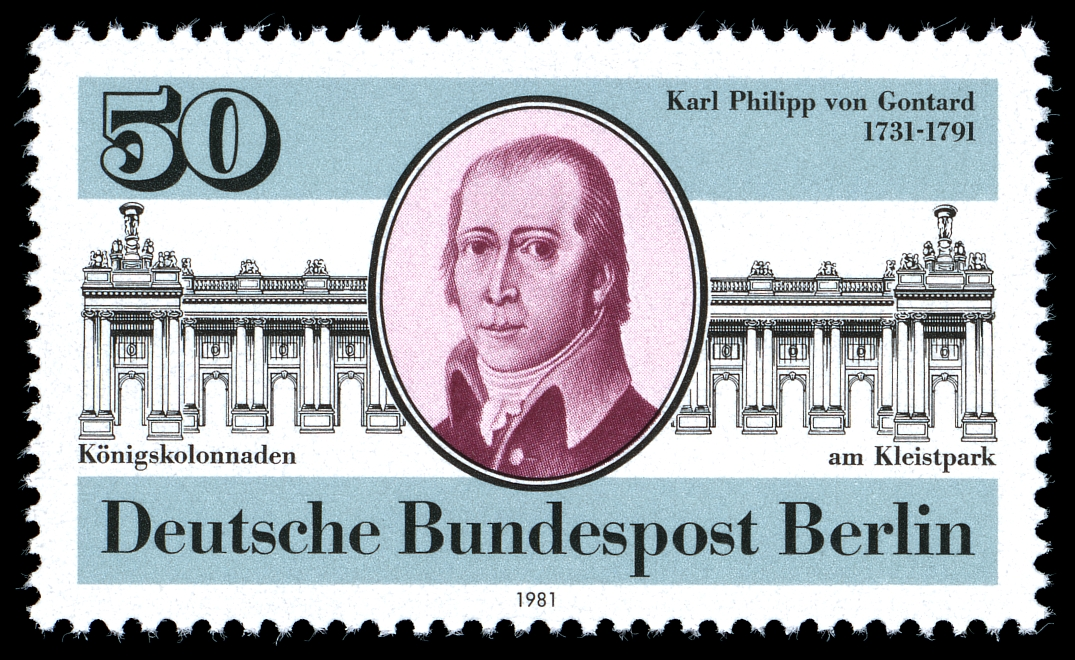
Briefmarkenausgabe zum
250. Geburtstag Gontards
(Deutsche Bundespost Berlin 1981)

Carl Philipp Christian von Gontard (* 13. Januar 1731 in Mannheim; † 23. September 1791 in Breslau) war ein deutscher Architekt, der vor allem in Potsdam, Berlin und Bayreuth wirkte. Gontards Schaffen steht architekturhistorisch selbständig ohne Nachfolge zwischen dem palladianischen Rokoko Knobelsdorffs und dem Klassizismus des älteren und jüngeren Gilly und ihrer Schüler.

## Leben

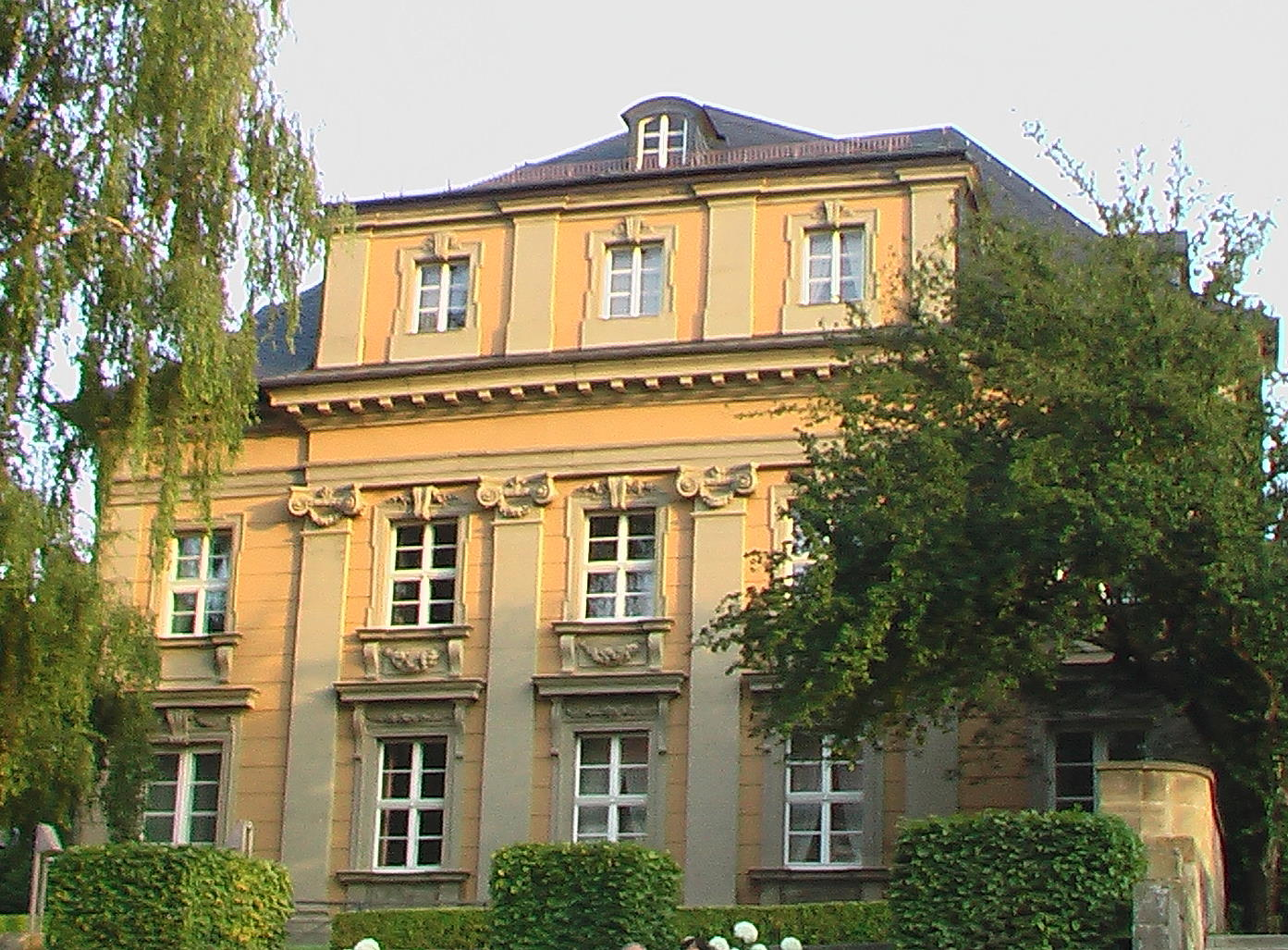
Wohnhaus Gontards in Bayreuth

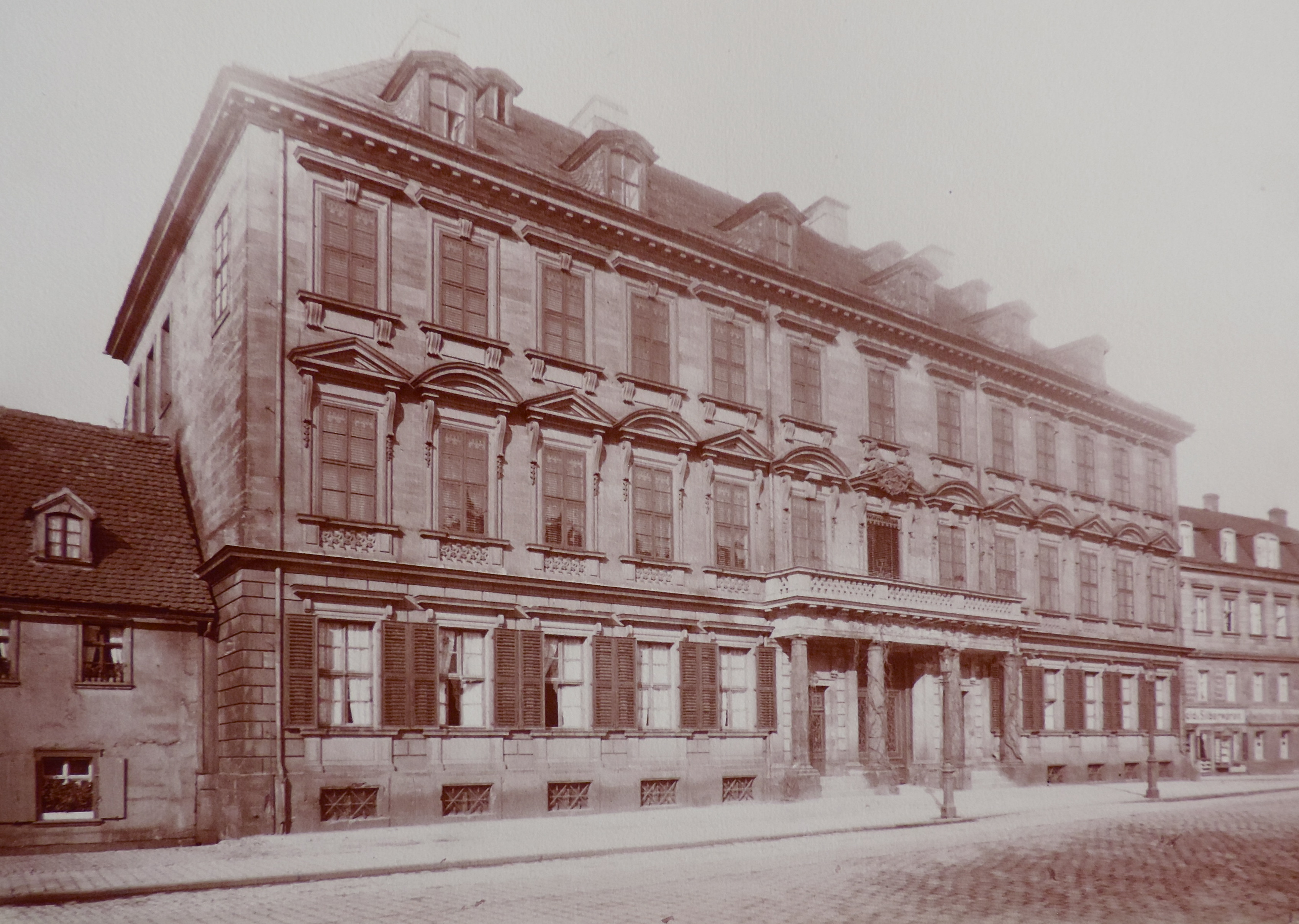
Reitzenstein-Palais in Bayreuth um 1910, im April 1945 bei einem Bombenangriff zerstört

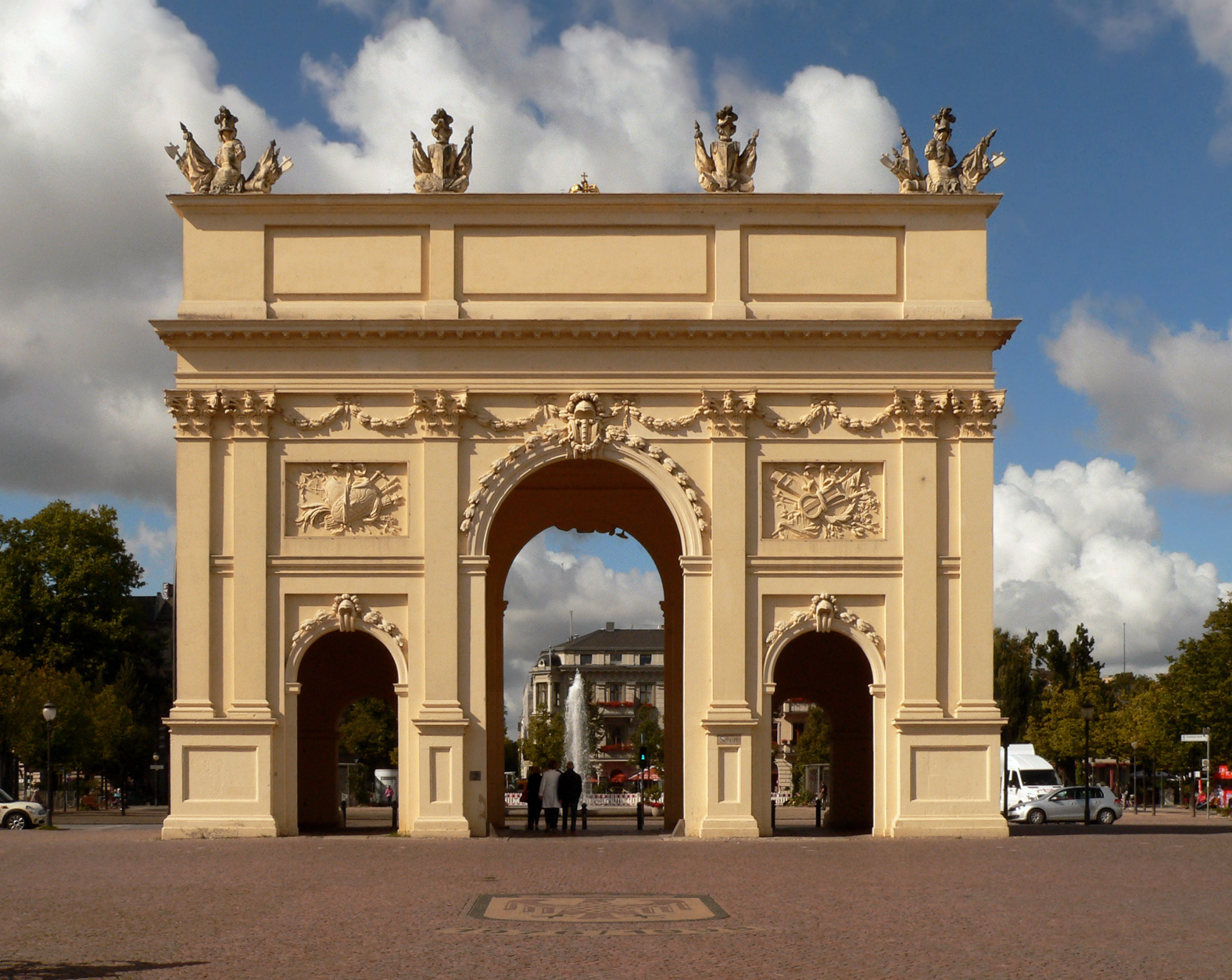
Stadtseite des Brandenburger Tors in Potsdam

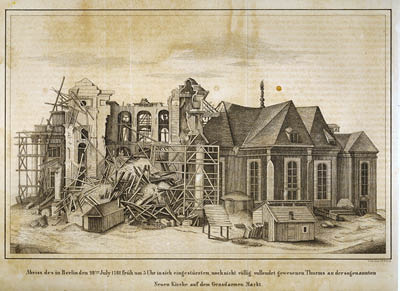
Der eingestürzte Turm der Neuen Kirche, Zeichnung von Johann Gottfried Schadow

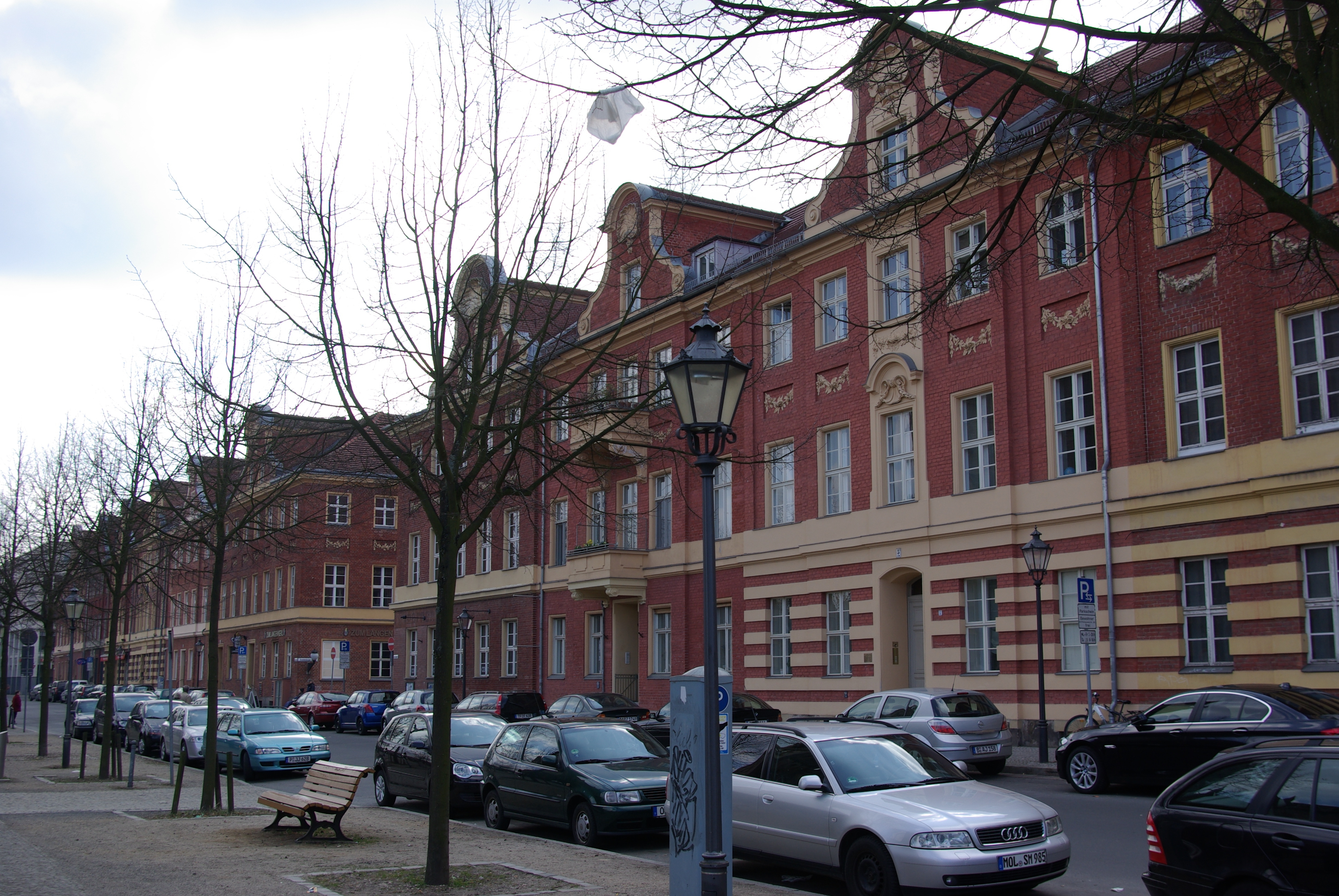
Straßenzug Am Bassin in Potsdam

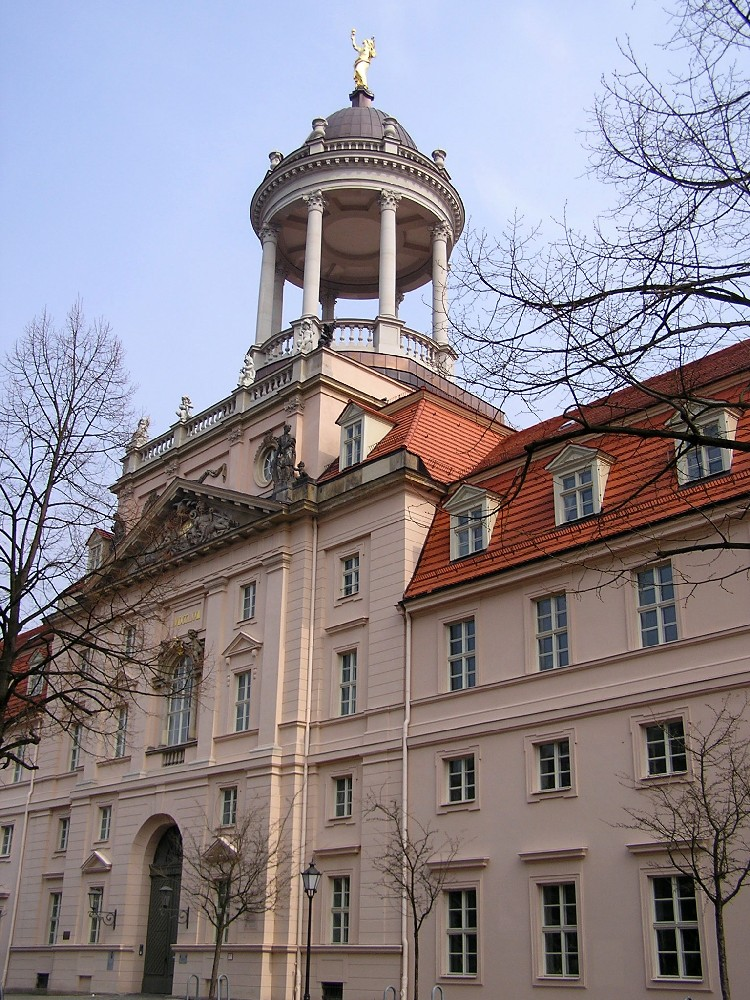
Großes Militärwaisenhaus, Potsdam

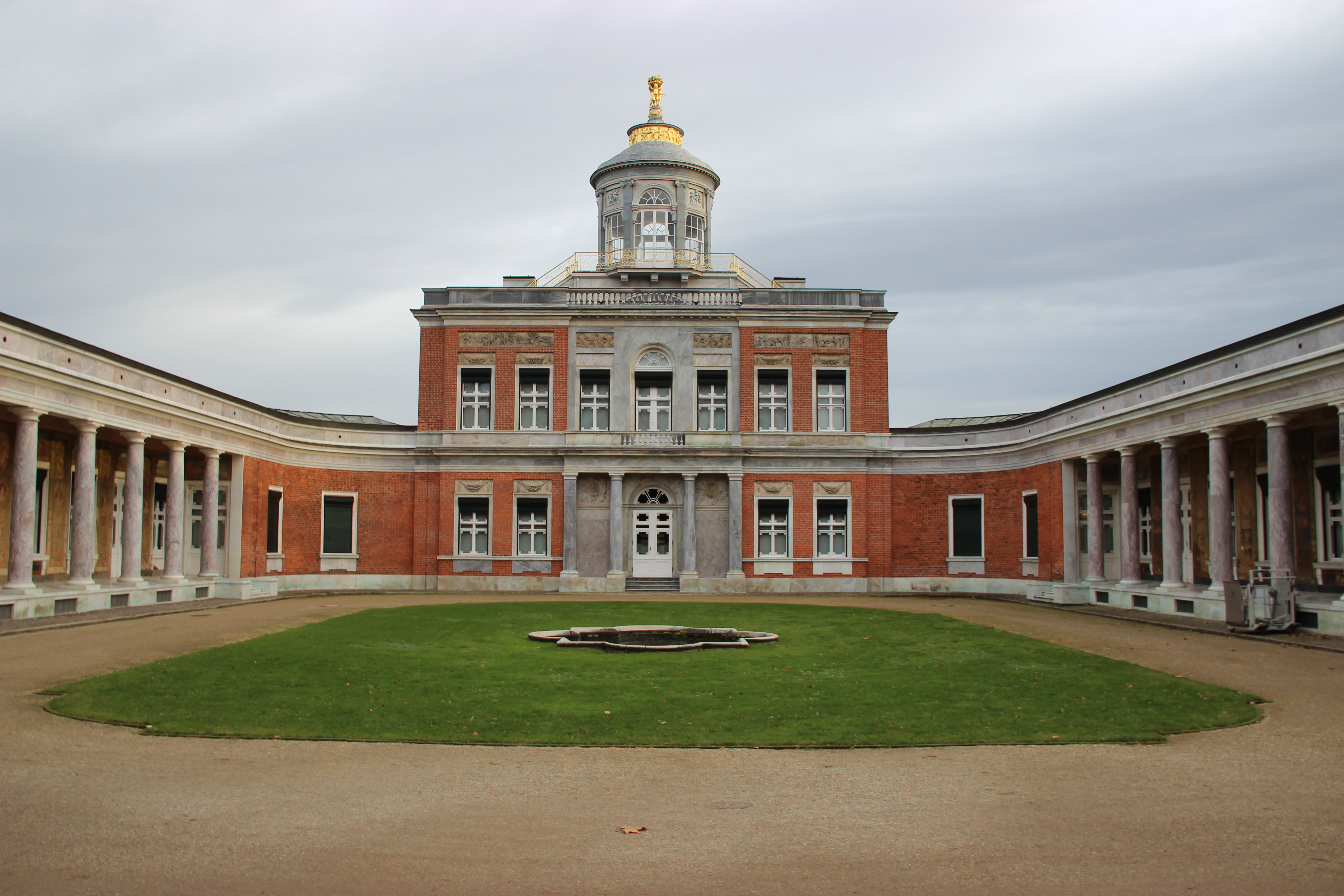
Marmorpalais, Potsdam

Carl Gontard entstammte der hugenottischen Familie Gontard aus dem Dauphiné. Seine Eltern waren Alexander Ludwig Gontard (1708–1747) und dessen Ehefrau Elisabeth Kurz († 1776). Sein Vater war wahrscheinlich kurpfälzischer Ballettmeister in Mannheim, bevor er 1741 Ballettmeister am markgräflichen Theater in Bayreuth wurde. Auch Carl Gontard war anfänglich als Ballettmeister an der markgräflichen Oper tätig. Im Jahre 1767 erhob Kaiser Joseph II. Carl Gontard zusammen mit seinem Bruder, einem kaiserlichen Offizier, in den erblichen Adelsstand. Carl von Gontard war verheiratet mit Sophia von Erckert (1733–1795) und hatte 16 Kinder, darunter der spätere Berliner Ehrenbürger Carl Friedrich Ludwig von Gontard. 
1749 trat er als Kondukteur in das Bayreuther Hofbauamt ein. Nach zwei Studienjahren in Paris bei Blondel und einer längeren Italienreise hatte er sich als Hofbaumeister der Markgräfin Wilhelmine von Bayreuth bereits einen Namen gemacht, als sich nach dem Tod des Markgrafen Friedrich von Brandenburg-Bayreuth 1763 wegen der Sparpolitik des Nachfolgers Friedrich Christian kaum mehr Aufgaben boten. In Bayreuth war er Mitglied der Freimaurerloge Eleusis zur Verschwiegenheit.
Gontard trat 1764 in den Dienst Friedrichs II. von Preußen (Bruder der Wilhelmine von Bayreuth), der ihn sofort zur Gestaltung des Neuen Palais und der dazugehörigen Communs, Gontards erstem Hauptwerk in Potsdam, heranzog. Gontards Hauptwerk in Berlin, die Säulenvorhallen und Türme des Deutschen und des Französischen Doms, gab dem Gendarmenmarkt sein Gesicht. Allerdings übernahm nach dem spektakulären Teileinsturz des Deutschen Domes (damals: Neue Kirche) im Juli 1781 Georg Christian Unger die Fertigstellung der Gebäude. Gontard fiel nicht in Ungnade, sondern behielt die Bauleitung der Königlichen Bibliothek, wo er das Treppenhaus und den großen Saal einrichtete. Weiterhin entwarf und baute er Wohnhäuser in Potsdam, wie den repräsentativen Straßenzug Am Bassin. Er gehört damit zu den bedeutenden Künstlern des Friderizianischen Rokoko.
Unmittelbar nach dem Tod Friedrichs erhielt Gontard vom Thronfolger Friedrich Wilhelm II. den Auftrag, für die Trauerfeierlichkeiten die Paradezimmer im Potsdamer Stadtschloss und die Garnisonkirche zu dekorieren. Es folgten größere königliche Aufträge. 1787 bis 1790 stattete er neun Zimmer der Königskammern im Berliner Stadtschloss aus. Gleichzeitig schuf er das Marmorpalais in Potsdam, eine seiner besten Arbeiten. Sein letztes Werk war das Holländische Etablissement im Potsdamer Neuen Garten.

## Werke (Auswahl)
- Bürgerhäuser
- Schlossanlagen in Bayreuth
- Zahlreiche Wohngebäude in Bayreuth (z. B. Reitzenstein-Palais, Hofapotheke, eigenes Wohnhaus), Potsdam und Berlin
- Militärwaisenhaus in Potsdam
- Türme des Deutschen und Französischen Domes in Berlin
- Rosenthaler Tor in Berlin
- Kolonnadenbauten in Berlin wie die
  - 1776 erbauten Spittelkolonnaden und die
  - zwischen 1777 und 1780 entstandenen Königskolonnaden
- Bauten im Potsdamer Park Sanssouci wie der Freundschaftstempel und der Antikentempel sowie im Neuen Garten das Marmorpalais.
- 1787/88 Oranienburger Tor in Berlin
- 1770 Stadtseite des Brandenburger Tors in Potsdam
- 1764/65 Evangelisch-lutherisches Pfarrhaus in Neudrossenfeld
- 1766/68 evangelische St.-Bartholomäus-Kirche (bzw. Dreifaltigkeitskirche) in Bindlach zusammen mit Rudolf Heinrich Richter